# Ibis sagrat africà
L'ibis sagrat africà (Threskiornis aethiopicus) és una espècie d'au pelicaniforme de la família Threskiornithidae pròpia de punts d'Àfrica i Àsia.

## Característiques
Té un plomatge blanc i negre al cap i la cua. De costums diürns i gregaris, habita les vores dels rius, llacs i aigües estancades, associat amb altres ocells aquàtics de costums alimentaris semblants, com les cigonyes o els marabús. S'alimenta principalment d'insectes, cucs, a més de crustacis i petits rèptils, que captura amb el seu bec llarg i corbat.

## Subespècies
Es coneixen tres subespècies de Threskiornis aethiopicus:
- Threskiornis aethiopicus abbotti (Ridgway, 1893)
- Threskiornis aethiopicus aethiopicus (Latham, 1790)
- Threskiornis aethiopicus bernieri (Bonaparte, 1855)